# Malawi i olympiska sommarspelen 2004
Malawi i olympiska sommarspelen 2004 bestod av 4 idrottare som blivit uttagna av Malawis olympiska kommitté.

## Friidrott
Herrarnas 800 meter
- Kondwani Chiwina
  - Omgång 1: 1:49.87 (8:a i heat 5, gick inte vidare, 65:a totalt) (Personbästa)

Damernas 5 000 meter
- Catherine Chikwakwa
  - Omgång 1: 15:46.17 (15:a i heat 2, gick inte vidare, 28:a totalt)